# شركة الأجنحة البيضاء

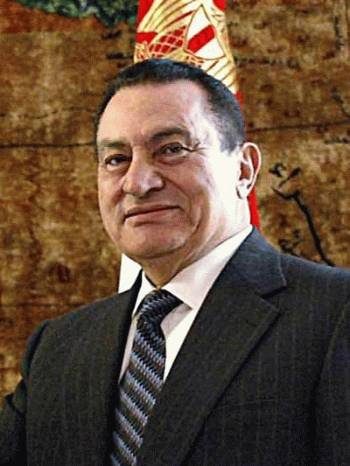
حسني مبارك.

شركة الأجنحة البيضاء White Wings Corporation التي تم تسجيلها في فرنسا، هي الناقل والمورد الرئيسي لتجارة السلاح في مصر، وأن هذه الشركة تتضمن أربعة مؤسسين هم (منير ثابت) – شقيق سوزان مبارك – وحسين سالم وعبد الحليم أبو غزالة، وزير الدفاع المصري آنذاك، ومحمد حسنى مبارك نائب رئيس الجمهورية وقت تأسيسها. وهو ما نفاه بشدة المشير أبو غزالة ردا على أسئلة الصحفيين حول ما ورد بكتاب بوب وودوورد.

## التأسيس
عن بداية رجل الأعمال المصري حسين سالم يقول أنه مسيرته بدأت منذ نحو 32 سنة في الولايات المتحدة الأمريكية، وتحديدًا عقب توقيع معاهدة السلام المصرية الإسرائيلية عام 1979، تحت إشراف الرئيس الأمريكى الأسبق جيمي كارتر، فقد تضمنت المعاهدة اتفاقات جانبية أخرى بين مصر والولايات المتحدة من ناحية وبين إسرائيل والولايات المتحدة من ناحية أخرى، تمنح بمقتضاها الولايات المتحدة كلا البلدين معونة عسكرية وأخرى اقتصادية كل عام، وبينما نالت مصر معونة عسكرية بقيمة 1.3 مليار دولار واقتصادية بقيمة 800 مليون دولار بإجمالى 2.1 مليار دولار سنويًا، فاقت المعونة الإسرائيلية نظيرتها المصرية بمبلغ مليار دولار فضلاً عن معونات أخرى لإسرائيل بعضها كان في صورة مقنعة.
وفي الوقت الذي خفضت فيه الولايات المتحدة القيود المفروضة على بيع المعدات العسكرية لمصر، قرر وزير الخارجية المصرى آنذاك كمال حسن علي والسفير المصرى في واشنطن أشرف غربال والمشير عبد الحليم أبو غزالة- الملحق العسكرى لمصر في واشنطن في ذلك الوقت- إقامة شركة تجارية مسجلة في الولايات المتحدة تتولى شحن المعونة العسكرية الأمريكية إلى مصر، على أن تستخدم أرباحها في تمويل لوبي مصري في أمريكا إضافة إلى تغطية بعض المصروفات السرية لتحقيق مصالح مصرية في مجالى الإعلام والعمل السياسى.
وخلال تلك الفترة كانت هناك علاقة قوية تجمع عبد الحليم أبو غزالة وحسين سالم- الذي كان يعمل في البعثة التجارية المصرية بالولايات المتحدة آنذاك- ومنير ثابت شقيق سوزان مبارك، مدير المشتريات العسكرية في نفس الفترة، فتقرر وقتها أن يتولى حسين سالم- الذي كان في السابق يعمل بأحد الأجهزة الأمنية- إنشاء ورئاسة هذه الشركة.
كيفية وأسباب اختيار حسين سالم على وجه التحديد لذلك الدور ليست معروفة، وما زال الغموض يكتنفها، ولهذا الغرض طلب حسين سالم من شخصية أمريكية ذات علاقات مهمة مشاركته في إنشاء تلك الشركة لكنها رفضت، ووجد سالم ضالته في مسؤول سابق بالمخابرات الأمريكية يدعى توماس كلاينز، كان قد تقاعد من وكالة المخابرات الأمريكية في أكتوبر 1978.
وبحلول أغسطس 1979، عندما كانت مبيعات المعدات العسكرية الأمريكية لمصر آخذة في النمو، أنشأ حسين سالم وتوماس كلاينز الشركة المصرية الأمريكية لخدمات النقل Egyptian American Transport and Services Corporation، في ولاية ديلاوير ولكن مقرها الرسمى كان في مدينة فولز تشيرش بولاية فرجينيا كما تأسس مكتب لها في مصر. وكان حسين سالم يمتلك 51٪ من أسهم تلك الشركة، بينما كان الباقى من نصيب توماس كلاينز علمًا بأنه كان هناك اتفاق سرى بينهما يسمح لحسين سالم بشراء أسهم كلاينز في أي وقت، وتبين فيما بعد أن عددًا كبيرًا من المساهمين في تلك الشركة من كبار الشخصيات اليهودية بالولايات المتحدة فضلاً عن عدد من الشخصيات الإسرائيلية، وربما ضمت الشركة كذلك بعض الشخصيات المصرية.

## توريد السلاح الأمريكي لمصر
وبعد وقت قصير من تأسيس الشركة منحتها الحكومة المصرية عقدًا حصريًا لتتولى شحن جميع المعدات العسكرية التي تم تقديمها من الولايات المتحدة، باستثناء الطائرات الحربية التي كان ينقلها سلاح الطيران الأمريكى إلى مصر جوًا، فضلاً عن بعض المعدات الحساسة التي كانت الحكومة الأمريكية تتولى نقلها بمعرفتها وكانت تكلفة شحنها وتغليفها تخصم من قيمة المعونة الممنوحة لمصر، ونظرًا لافتقاره إلى الخبرة الإدارية اللازمة، عين حسين سالم في منصب نائب رئيس الشركة أحد موظفى المخابرات المركزية الأمريكية السابقين يدعى إدوين ويلسون، الذي كان قد ترك الخدمة بالمخابرات الأمريكية بسبب شبهات حول تعاملاته السرية مع الحكومة الليبية وتصدير أسلحة ومتفجرات بصورة غير شرعية إليها، ما أسفر عن محاكمته وصدور حكم بسجنه عام 1983 لمدة طويلة. وبعد فترة شعر سالم أنه لم يعد في حاجة إلى خدمات توماس كلاينز فاشترى في مارس عام 1982 حصة الأخير المتمثلة في حوالى 49٪ من أسهم الشركة ليخرجه منها بموجب اتفاقهما السابق، ولم تكن قيمة الشراء معروفة.
لم يُستخدم أي جزء من أرباح الشركة في عمل سياسى لصالح مصر، بل تم صرفها حسب ما نشر في الصحافة الأمريكية في ذلك الوقت على نفقات شخصية لبعض كبار المسؤولين المصريين أثناء زياراتهم للولايات المتحدة. وكانت تلك الشركة تؤدى عملا روتينيا، لأنها كانت في حقيقة الأمر تتعاقد من الباطن مع شركات أخرى متخصصة في شحن وتغليف المعونة العسكرية الأمريكية إلى مصر، ما يعنى أن عمل الشركة التي ترأسها حسين سالم كان مقصوراً على دور الوسيط الإدارى والمالى بين وزارتى الدفاع الأمريكية والمصرية.
بموجب المعونة العسكرية الأمريكية، كانت الولايات المتحدة تدفع ثمن مشتريات السلاح لمصر على أن تخصم قيمتها من المعونة، وكانت شروط المعونة تتيح استخدام هذه الأموال لسداد تكاليف الشحن لشركة حسين سالم من خلال الفواتير التي كان يقدمها سالم إلى وزارة الدفاع الأمريكية. وبعد عامين تقريبًا أيقن حسين سالم أن الحكومة الأمريكية لم تكن تعير اهتمامًا كبيرًا للفواتير التي كان يرسلها إليها، لأنها كانت تخصم من قيمة المعونة الأمريكية لمصر، فأخذ يبالغ في مطالباته المالية بخصوص عقود الشحن والتغليف، إلى أن بلغت مطالباته مستوى يفوق بكثير ما كانت تسمح به إدارة المبيعات بوزارة الدفاع الأمريكية، الأمر الذي دعا الأخيرة إلى فتح تحقيق في الأمر أسفر عن إحالة القضية إلى المدعى العام الفيدرالى الأمريكى الذي اعتبر بدوره أن عمل تلك الشركة يشكل استيلاء على أموال الدولة «نصب»، بما يعد مخالفة للقانون الجنائى الفيدرالى. وأعقب ذلك إصدار المحكمة الفيدرالية بواشنطن قرار اتهام بحق حسين سالم، وأمرت بالقبض عليه، مقدرة قيمة الأموال المستولى عليها بنحو 8 ملايين دولار، وهو مبلغ كبير بالنسبة لتلك الفترة، وصرح مسؤولون بوزارة العدل الأمريكية في ذلك الوقت بأن شركة حسين سالم قدمت بالفعل 34 فاتورة مزورة بتكاليف مبالغ فيها إلى الحكومة الأمريكية.

## استجواب مجلس الشعب المصري
في عام 1986 شهد بداية تردد اسم الشركة في الحياة العامة، عندما قام (علوي حافظ) عضو مجلس الشعب بتقديم طلب إحاطة عن الفساد في مصر، مستنداً في جزء منه إلى اتهامات خاصة، وردت في كتاب «الحجاب»، للكاتب الصحفي الأمريكي (بوب ودوورد) مفجر «فضيحة وترجيت» الشهيرة، التي أطاحت بالرئيس الأمريكي ريتشارد نيكسون في بداية السبعينات من القرن الماضي. وكشف حافظ عن تورط أسماء داخل النظام الحاكم في صفقات بيع وشراء الأسلحة من الخارج «وكان من أبرزهم حسين سالم ومنير ثابت شقيق سوزان مبارك» والمشير أبو غزالة. ومن ضمن المستندات التي قدمها علوي حافظ إلى مضبطة الجلسات وقت تقديم طلب الإحاطة، وثائق تخص صفقات بيع وشراء أسلحة في عهد مبارك والمشير أبو غزالة وآخرين تمت تحت ستار شركة الأجنحة البيضاء. ووثائق تتحدث عن صفقة أسلحة تم الحديث عنها داخل الكونجرس الأمريكي، حيث تحدث سيناتور داخل إحدى جلسات الكونجرس عن تأسيس مجموعة من العسكريين المصريين لشركة تدعى الأجنحة البيضاء لشراء الأسلحة من الولايات المتحدة بعمولات كبيرة كان يتم ايداعها في حساب هذه الشركة. وتضمنت وثائق الاستجواب فيديوهات ومحاضر وخطابات رسمية بتوقيعات مسئولين في عهد مبارك ومضابط رسمية لمجلس الشيوخ الأمريكي لوزارة العدل الأمريكية. فضلا عن وثائق تحليليلة لأجهزة رقابية بالبلاد.

## حسين سالم
بداية خيوط هذة الشبكة هو رجل الأعمال حسين سالم أشهر المقربين لعائلة مبارك، حيث تكشف إحدى جلسات محكمة جنايات الولايات المتحدة الأمريكية في القضية رقم 147 لسنة 83 عن تورط هذا الرجل في فضيحة التلاعب في القروض الأمريكية حيث قام المدعو بالذكر بتأسيس شركات وهمية عن طريق عصابة مصرية أمريكية بأسماء مختلفة للنصب والاحتيال للحصول على قروض أمريكية قدرت في هذا الوقت بنحو 73 مليون دولار. وصاحب ذلك اختفاء عربتين مدرعتين من أحد شحنات المعونة العسكرية. ومع انكشاف أمره اضطر حسين سالم إلى إيداع خزينة المحكمة 3 ملايين دولار لينجو من السجن. الغريب وكما ذكر النائب علوي حافظ أن هذه القضية تم إرسالها إلى وزارة العدل مرفق معها قائمة المستندات لكشف المستور. إلا أنه تم اخماد الحديث عنها. في هذا الوقت طالب مقدم الاستجواب الجهات المسئولة أن تحاسب حسين سالم، لأن دين مصر العسكرى للولايات المتحدة كان قد تجاوز 4,5 مليار دولار.
وتقول السيدة انشراح زوجة علوي حافظ، إن من بين الوثائق التي تم ايداعها وثيقة مناقشة الكونجرس الأمريكى لدعم مصر، ووثيقة أخرى حول تفاصيل ناقش مجلس الشيوخ الأمريكي فيها تقديم منح مصر والتي كانت تسلم لحسين سالم ومنير ثابت. أما اخطر هذة الوثائق هو ما كشف عنه التقرير النهائي للكونجرس والتي أكدت ان المفاوض المصرى لم يكن أبدا يعمل لصالح مصر بل لصالح عصابه سميت فورونجز. وأنه يجب محاكمته بتهمة الخيانة العظمى في حق وطنه وصالح شعبه. هنا بدأ الاستجواب يأخذ مسارا آخر، وهو ما دفع صفوت الشريف إلى الاتصال بمبارك لاخباره معلما إياه أن الامور بدات تدخل في نفق مظلم، استلزم بعدها أن يقوم الدكتور رفعت المحجوب بإاعطاء تعليماته للمضبطة بحذف الأسماء. وقال علوى حافظ بموجب ما ورد بالاستجواب في واشنطن هناك شركات متخصصة تقوم بتنظيم وبيع صفقات السلاح حتى للبنتاجون الأمريكي. وعصابة فورونجز التي يتزعمها أحد كبار رجال الدولة رفضت هذا الأسلوب. وقامت بالشراء وسط لجنة الشنطة (وهي اللجان التي تذهب وتتعاقد وتتفق على السمسرة فتقوم بتحويل العمولة أولا ثم تأتي بالسلاح)، حيث تم وقتها تأسيس شركة الأجنحة البيضاء. وتقول السيدة انشراح حافظ أن زوجها في هذا الوقت كان قد استعان بجهات عديدة للوصول إلى الحقيقة بعد أن تداولت الصحف العالمية فضيحة القروض العسكرية والتي كشف فيها عن قيام هذة العصابة بحرمان الأسطول التجارى المصري من نقل المعدات الحربية المصرية رغم القرار الصادر من لجنة الشئون البحرية بالكونجرس الأمريكي بامكانية نقل المعدات البحرية على سفن تحمل الأعلام المصرية بنسبة 50%. وذكر أن المسئول الكبير والمفاوض المصرى لم يكلف نفسه مناقشة الجانب الأمريكي استعدادهم لمنح معونات لمصر بدلا من القروض العسكرية. رئيس المجلس المصري للمعونة العسكرية الأمريكية كان المهندس حسين صبور.

## الهامش
1. 1 2  "حسين سالم الصديق الصدوق للرئيس حسني مبارك". هريدي. 2007-10. مؤرشف من الأصل في 23 أكتوبر 2017. {{استشهاد ويب}}: تحقق من التاريخ في: |تاريخ= (مساعدة)
2. ↑  "د.شريف بسيونى يتحدث لـ«المصري اليوم» : انحراف حسين سالم بدأ منذ ٣٢ سنة في أمريكا.. وتضخم بفضل «مبارك» (٢-٣)". جريدة المصري اليوم. 20 أكتوبر 2011. مؤرشف من الأصل في 2019-12-09. اطلع عليه بتاريخ 2013-08-20.
3. ↑  قصة صفقات السلاح مع مبارك وسالم، بيت التحرير[وصلة مكسورة]

قالب:عهد مبارك